# The Harder They Come
The Harder They Come es una película de criminales jamaicana de 1972, dirigida por Perry Henzell. La protagoniza el cantante de reggae Jimmy Cliff, quien interpreta a Ivanhoe Martin, un personaje basado en Rhygin, un criminal jamaicano que existió en la vida real y alcanzó la fama en los años 1940.

## Argumento
Ivanhoe Martin es un Jamaicano pobre, completamente antisocial. Llega del campo a la ciudad buscando trabajo, hasta que consigue uno como cantante de reggae. Se aprovecha de mucha gente en su camino al éxito. Estando a punto de conseguir un éxito, descubre que la única manera de grabar su disco es cediendo todos los derechos, lo que le convierte en una persona muy violenta.
Hay dos versiones de la película, una con subtítulos y otra sin ellos, cada una con un final distinto.

## Acogida
The Harder They Come fue lanzado al mercado en febrero de 1973 en la ciudad de Nueva York. No llamó mucho la atención hasta abril de ese mismo año.
La banda sonora de la película se considera que introdujo y lanzó el reggae en Estados Unidos. Aunque las ventas fueron inicialmente bajas, su influencia musical aún perdura hoy en día.